# OA vz. 23
La Obrněný automobil vzor 23 (OA vz. 23) era un'autoblindo cecoslovacca, realizzata nel 1923 con la denominazione di fabbrica PA-II e conosciuta con il nomignolo "Želva", tartaruga.

## Storia
L'autoblindo fu il risultato delle modifica effettuata dagli stabilimenti Škoda per rimediare alle carenze evidenziate dai militari sull'autoblinda PA-I. Furono conservate il telaio, il gruppo motore, il cambio e il sistema di sterzo su entrambi gli assi; le modifiche riguardarono principalmente la rimozione della torretta, l'aumento della potenza di fuoco e l'adozione di una corazzatura "aerodinamica", senza spigoli vivi. Il nuovo progetto venne giudicato positivamente dall'esercito e il 23 giugno 1923 gli stabilimenti Škoda ricevettero un ordine per una serie di dodici veicoli. Il prototipo fu presentato nell'aprile 1924 e la nuova autoblindata ricevette la designazione PA-II ("pancéřový automobil, typ II"). I primi esemplari di serie furono completati nell'estate del 1924 e, dopo test e successive modifiche, furono consegnati all'esercito cecoslovacco nel novembre 1925. Nove esemplari furono assegnati alla 1ª Brigata di Cavalleria, i restanti tre furono assegnati alla compagnia di addestramento del Battaglione dei Veicoli d'Assalto. Tuttavia durante il servizio le autoblindo si rivelarono insoddisfacenti. La blindatura era troppo sottile e non poteva competere con i veicoli corazzati nemici. Pertanto l'esercito non ordinò ulteriori veicoli. Nel 1927 tre di queste autoblindo furono vendute alla polizia austriaca, mentre le restanti furono trasferite alla polizia di stato cecoslovacca. In seguito all'occupazione tedesca della Cecoslovacchia, le autoblindo del Ministero degli Interni furono sequestrate dalle autorità tedesche di occupazione e concentrate a Přelouč presso l'Heeres Kraft fahrzeug Werkstatt, nell'ex armeria automobilistica n. 1. Un esemplare venne trasferito a Vienna e, nell'ambito di un'esposizione statica dell'equipaggiamento catturato nel complesso dell'Arsenale di Vienna, rimase inutilizzato insieme a mezzi corazzati polacchi fino alla fine della guerra. Su un altro esemplare i tedeschi montarono un'antenna a telaio; disarmato e verniciato in grigio scuro "Panzergrau" con gli stemmi dalla 2. SS-Panzer-Division "Das Reich", molto probabilmente questo mezzo, ridenominato Funkwagen PA.II(t), prese parte all'Operazione Barbarossa.